# Richard Smalley
Richard Errett Smalley (6. juni 1943 – 28. oktober 2005) var en amerikansk kemiker, der var Gene and Norman Hackerman Professor i kemi og professor i fysik og astronomi på Rice University i Houston, Texas. Han modtog nobelprisen i kemi i 1996 sammen med Robert Curl, der ligeledes var professor i kemi på Rice, og Harold Kroto, en professor fra University of Sussex for opdagelsen af buckminsterfulleren. Han var fortaler for og forskede i nanoteknologi og dens anvendelser.